# Aigleville
Aigleville és un municipi francès situat al departament de l'Eure i a la regió de Normandia. L'any 2007 tenia 314 habitants.

## Demografia

### Població
El 2007 la població de fet d'Aigleville era de 314 persones. Hi havia 88 famílies, de les quals 12 eren unipersonals (12 dones vivint soles i 12 dones vivint soles), 12 parelles sense fills, 60 parelles amb fills i 4 famílies monoparentals amb fills.
La població ha evolucionat segons el següent gràfic:
Habitants censats

### Habitatges
El 2007 hi havia 103 habitatges, 95 eren l'habitatge principal de la família, 7 eren segones residències i 1 estava desocupat. 102 eren cases i 1 era un apartament. Dels 95 habitatges principals, 81 estaven ocupats pels seus propietaris, 11 estaven llogats i ocupats pels llogaters i 3 estaven cedits a títol gratuït; 3 tenien dues cambres, 6 en tenien tres, 23 en tenien quatre i 63 en tenien cinc o més. 82 habitatges disposaven pel capbaix d'una plaça de pàrquing. A 43 habitatges hi havia un automòbil i a 47 n'hi havia dos o més.

### Piràmide de població
La piràmide de població per edats i sexe el 2009 era:
| Homes | Edats   | Dones |
| ----- | ------- | ----- |
| 0     | 95 o +  | 0     |
| 0     | 90 a 94 | 0     |
| 0     | 85 a 89 | 0     |
| 0     | 80 a 84 | 0     |
| 2     | 75 a 79 | 1     |
| 2     | 70 a 74 | 2     |
| 3     | 65 a 69 | 3     |
| 4     | 60 a 64 | 6     |
| 4     | 55 a 59 | 1     |
| 5     | 50 a 54 | 5     |
| 10    | 45 a 49 | 3     |
| 6     | 40 a 44 | 11    |
| 17    | 35 a 39 | 12    |
| 15    | 30 a 34 | 16    |
| 4     | 25 a 29 | 4     |
| 3     | 20 a 24 | 5     |
| 10    | 15 a 19 | 6     |
| 13    | 10 a 14 | 15    |
| 16    | 5 a 9   | 19    |
| 13    | 0 a 4   | 12    |

## Economia
El 2007 la població en edat de treballar era de 199 persones, 153 eren actives i 46 eren inactives. De les 153 persones actives 141 estaven ocupades (79 homes i 62 dones) i 12 estaven aturades (5 homes i 7 dones). De les 46 persones inactives 7 estaven jubilades, 25 estaven estudiant i 14 estaven classificades com a «altres inactius».

### Ingressos
El 2009 a Aigleville hi havia 103 unitats fiscals que integraven 326 persones, la mediana anual d'ingressos fiscals per persona era de 21.438 €.

### Activitats econòmiques
Dels 9 establiments que hi havia el 2007, 3 eren d'empreses de construcció, 3 d'empreses de comerç i reparació d'automòbils, 1 d'una empresa de transport, 1 d'una empresa d'informació i comunicació i 1 d'una entitat de l'administració pública.
Dels 3 establiments de servei als particulars que hi havia el 2009, 2 eren paletes i 1 fusteria.
Dels 2 establiments comercials que hi havia el 2009, 1 era una botiga de material de revestiment de parets i terra i 1 una joieria.

## Equipaments sanitaris i escolars
El 2009 hi havia una escola elemental integrada dins d'un grup escolar amb les comunes properes formant una escola dispersa.

## Poblacions més properes
El següent diagrama mostra les poblacions més properes.